# ردود الفعل على الحصار الشامل على غزة (2023 - 2024)
هذه قائمة بخصوص ردود الأفعال على الحصار الشامل على غزة (2023 - 2024).
- الأمم المتحدة

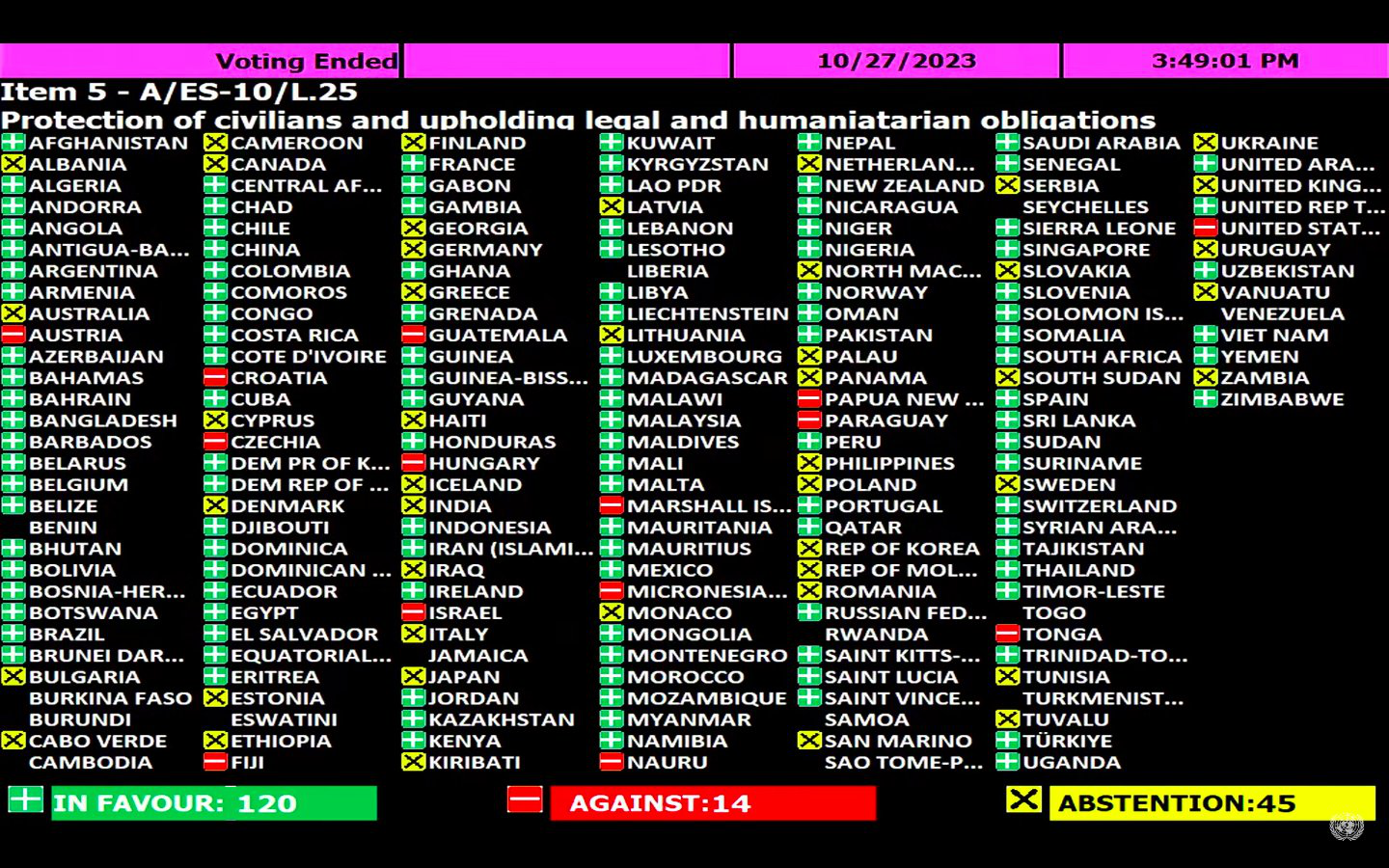
في 27 أكتوبر، أصدرت الجمعية العامة للأمم المتحدة القرار ES-10/21 الذي يدعو إلى هدنة إنسانية "فورية ومستدامة" ووقف الأعمال العدائية.

  - مفوضة الأمم المتحدة السامية لحقوق الإنسان: «إن إجراءات الحصار التي تعرض حياة المواطنين للخطر من خلال قطع الوصول إلى السلع الأساسية محظورة بموجب القانون الإنساني الدولي؛ وإذا كان أي تقييد غير مبرر من وجهة نظر الضرورة العسكرية، فهو مثال على العقاب الجماعي».[1]
  - أعربت المقررة الخاصة للأمم المتحدة فرانشيسكا ألبانيز عن قلقها من أن «الإجراءات المتخذة، بما في ذلك قصف معبر رفح، تشير إلى نية لتجويع وقتل الأبرياء داخل قطاع غزة»، قائلة إن هناك خوف بين الفلسطينيين في غزة من «نكبة ثانية».[2]
  - صرح الأمين العام للأمم المتحدة بأن «المواطنون في قطاع غزة بحاجة ماسة للمعدات الطبية والغذاء" وطالب كافة الأطراف المعنية بتوفير الظروف اللازمة لتسهيل إيصال مواد الإغاثة والإمدادات الضرورية إلى المنطقة».[3]
- صرح يان إيغلاند، الأمين العام للمجلس النرويجي للاجئين، أن «العقاب الجماعي يشكل انتهاكًا للقانون الدولي. وإذا أدى ذلك إلى وفاة أطفال جرحى في المستشفيات بسبب نقص الطاقة والكهرباء والإمدادات، فقد يصل إلى حد جريمة حرب.»[3]
- الاتحاد الأوروبي في 10 أكتوبر 2023، قال الممثل الأعلى للاتحاد الأوروبي للشؤون الخارجية جوزيب بوريل إن «قطع المياه، وقطع الكهرباء، وقطع الغذاء عن كتلة من السكان المدنيين، هو أمر مخالف للقانون الدولي».[4]
- في 13 ديسمبر 2023 صوتت الجمعية العامة للأمم المتحدة، لصالح مشروع قرار يطالب بالوقف الفوري لإطلاق النار في القطاع لأسباب إنسانية.[5]
- وفي 15 ديسمبر 2023، أكد أمين عام الأمم المتحدة،، أن حجم الحملة العسكرية الإسرائيلية على قطاع غزة، ونطاق الموت والدمار "لم يسبق له مثيل".[6]
- وفي 17 ديسمبر 2023، قال برنامج الأغذية العالمي إنه مع تزايد يأس سكان غزة، وعدم وجود مكان يذهبون إليه وانعدام الغذاء، فإن الحاجة إلى وقف فوري لإطلاق النار باتت ملحة.[7]
- وفي 19 ديسمبر 2023، قال الصليب الأحمر الدولي إن الصراع في غزة يمثل "فشلاً أخلاقياً" للمجتمع الدولي، وحثت جميع الأطراف على التوصل إلى اتفاق جديد لوقف القتال.[8]
- في 21 ديسمبر 2023، وصف مدير عام منظمة الصحة العالمية، مقتل نحو 20 ألفا وإصابة أكثر من 52 ألفا آخرين في غزة خلال 3 أشهر بأنه "أمر مروع"، وطالب بإيقاف ما وصفها بالمذبحة ووقف إطلاق النار فورًا.[9]
- وفي 24 ديسمبر 2023، قال مفوض اللاجئين بالأمم المتحدة: "لكي تصل المساعدات إلى المحتاجين، ويتم إطلاق سراح الرهائن وتجنب المزيد من النزوح، وقبل كل شيء، إيقاف الخسائر الفادحة في الأرواح، فإن وقف إطلاق النار الإنساني في غزة هو السبيل الوحيد للمضي قدمًا".[10][11]
- وفي 27 ديسمبر2023، حذرت الأمم المتحدة، من أن مهمة تزويد القطاع بالمساعدات أصبحت صعبة بشكل متزايد مع استمرار القصف الإسرائيلي والاشتباكات في القطاع.[12]
- وفي 5 يناير 2024، قال مارتن غريفيث، وكيل الأمين العام للأمم المتحدة للشؤون الإنسانية ومنسق الإغاثة في حالات الطوارئ، إن غزة أصبحت مكاناً للموت واليأس، مؤكدا أن الوقت قد حان لكي تضع الحرب أوزارها.[13] كما أشار إلى أن القطاع المحاصر بات "بكل بساطة غير صالح للسكن".[14] كما حذرت (اليونيسف)، من أن اشتداد الحرب وسوء التغذية والأمراض في قطاع غزة يخلق حلقة مميتة تهدد أكثر من 1.1 مليون طفل.[15]
- وفي 13 يناير 2024، قال وكيل الأمين العام للأمم المتحدة للشؤون الإنسانية ومنسق الإغاثة في حالات الطوارئ مارتن غريفيث إن الهجوم الإسرائيلي على غزة، حرب تم شنها دون أي اعتبار يذكر لتأثيرها على المدنيين.[16]
- وفي 14 يناير 2024، شدد مفوض الأونروا العام فيليب لازاريني، على أن الوضع في غزة صعب للغاية وكارثي وغير محتمل، مضيفًا أن 100 يوم من الحرب على قطاع غزة مرت على سكان القطاع كأنها 100 عام.[17]
- وفي 15 يناير 2024، دعا الأمين العام للأمم المتحدة أنطونيو غوتيريش، إلى "وقف فوري لإطلاق النار لأسباب إنسانية"، وقال إن الشعب الفلسطيني يتعرض لعقاب جماعي.[18]
- وفي 20 يناير 2024، قالت وكالة الأمم المتحدة المعنية بتعزيز المساواة بين الجنسين إن النساء والأطفال هم الضحايا الرئيسيون في الحرب التي تشنها إسرائيل على قطاع غزة، حيث قُتل أكثر من 25 ألف شخص، ويقتل ما يقدر باثنتين من الأمهات كل ساعة منذ هجوم 7 أكتوبر.[19]
- وفي 21 يناير 2024، أكد الأمين العام للأمم المتحدة أنطونيو غوتيريش أن العمليات العسكرية التي تنفذها إسرائيل تؤدي إلى دمار واسع النطاق وإلى قتل البشر على نطاق غير مسبوق منذ توليه منصبه.[20]
- وفي 23 يناير 2024، شدد عضو المكتب السياسي لحماس، غازي حمد على أن الحركة ترفض المقترح الإسرائيلي بإيقاف القتال لمدة شهرين في إطار صفقة متعددة المراحل تشمل إطلاق سراح جميع المحتجزين، وكرر تأكيده على إصرار حماس وقف الحرب بشل كامل وانسحاب القوات الإسرائيلية من غزة قبل الحديث عن أي تفاصيل تتعلق بالأسرى.[21][22]
- وفي 24 يناير 2024، وصف الأمين العام للأمم المتحدة أنطونيو جوتيريش، رفض إسرائيل حل الدولتين بأنه "غير مقبول" ومن شأنه أن يطيل أمد النزاع في قطاع غزة.[23]
- وفي 25 يناير 2024، قالت حركة حماس، إنها ستلتزم بوقف إطلاق النار إذا أصدرت محكمة العدل الدولية قرارا بذلك في الدعوى المقدمة من جنوب إفريقيا، ونفذته إسرائيل.[24]
- وفي 26 يناير 2024، أكدت القاهرة وواشنطن مجدداً موقفهما الثابت برفض أية محاولات لتهجير الفلسطينيين خارج أراضيهم، مع التوافق على حل الدولتين باعتباره أساس دعم الأمن والاستقرار في الشرق الأوسط.[25]
- وفي 29 يناير 2024، قالت حركة "حماس" إن إطلاق من تحتجزهم سيتطلب تنفيذ إنهاء مضمون للحملة العسكرية الإسرائيلية على قطاع غزة، وسحب جميع قوات الاجتياح.[26]
- وفي 30 يناير 2024، هدد وزير الأمن القومي في الحكومة الإسرائيلية إيتمار بن غفير ووزير المالية بتسلئيل سموتريتش، بتفكيك الحكومة والانسحاب منها، في حال أعلن عن التوصل لوقف إطلاق نار نهائي في قطاع غزة.[27]
- في 1 فبراير 2024، قام مستوطنون بالتّظاهر في ميناء أسدود لمنع المساعدات الإنسانيّة الّتي ستدخل غزّة. قاد هذه المظاهرات العديد من الحركات مثل:" حركة الأمر 9"، و"حراك أمهات مناضلات" و"عقيدة القتال".[28]
- وفي 8 فبراير 2024، قال الأمين العام للأمم المتحدة أنطونيو جوتيريش، إنه يشعر بقلق شديد إزاء التقارير التي تفيد بأن الجيش الإسرائيلي يعتزم التركيز على رفح في جنوب غزة في المرحلة التالية من هجومه على القطاع الفلسطيني مضيفًا أن"مثل هذا الإجراء من شأنه أن يفاقم ما هو بالفعل كابوس إنساني، كما أن له عواقب إقليمية لا توصف".[29]
- وفي 10 فبراير 2024، قال الناطق الرسمي باسم الرئاسة الفلسطينية، نبيل أبو ردينة، إن الهجوم الإسرائيلي على مدينة رفح، ومحاولة تهجير المواطنين الفلسطينيين، لا يعفيان الإدارة الأميركية من المسؤولية، مضيفًا أن المطلوب من الإدارة الأميركية هو "إجبار الاحتلال على وقف مجازر الإبادة التي يرتكبها ضد الشعب الفلسطيني، وآخرها ما حصل اليوم في مدينة رفح، وذهب ضحيتها 25 قتيلا وعشرات الجرحى، والتي ستدفع الأمور إلى حافة الهاوية".[30]
- وفي 11 فبراير 2024، حذرت مصر إسرائيل، من تنفيذ عملية عسكرية في مدينة رفح، مؤكدة أن عواقب ذلك ستكون وخيمة، وطالبت بضرورة تكاتف جميع الجهود الدولية والإقليمية للحيلولة دون استهداف رفح.[31][32]
- وفي 12 فبراير 2024، اعتبر المفوض السامي لحقوق الإنسان لدى الأمم المتحدة فولكر تورك أن احتمال التوغل الإسرائيلي الكامل في رفح أمر "مرعب"، وأضاف "يمكن أن نتصور ما ينتظرنا".[33] كما قال المتحدث باسم الأمين العام للأمم المتحدة ستيفان دوجاريك، إن الأمم المتحدة لن تشارك في عملية "التهجير القسري للسكان" في رفح، مكرراً أنه لا يوجد "مكان آمن" في قطاع غزة لنقلهم إليه.[34][35][36]
- وفي 14 فبراير 2024، توعد رئيس الوزراء الإسرائيلي بنيامين نتانياهو بعملية "قوية" في رفح "بعد" السماح للسكان المدنيين بمغادرة المدينة الواقعة في الطرف الجنوبي من قطاع غزة المحاصر.[37]
- وفي 15 فبراير 2024، حذر قادة أستراليا وكندا ونيوزيلندا، إسرائيل من النتائج "الكارثية" المحتملة لشن عملية عسكرية برية في مدينة رفح جنوب قطاع غزة.[38]
- وفي 17 فبراير 2024، قالت وكالة غوث وتشغيل اللاجئين الفلسطينيين (الأونروا) إن سكان شمال غزة على حافة المجاعة ولا ملاذ لأحد.[39]
- وفي 18 فبراير 2024، أعلن رئيس الهيئة العامة المصرية للاستعلامات ضياء رشوان أن مصر تقدمت بمذكرة لمحكمة العدل الدولية، حول الممارسات الإسرائيلية في الأراضي الفلسطينية.[40][41][42]
- وفي 19 فبراير 2024، قال مسؤول السياسة الخارجية بالاتحاد الأوروبي جوزيب بوريل، إن 26 من أصل 27 دولة عضو في الاتحاد الأوروبي تدعو إلى "هدنة إنسانية فورية" تفضي إلى "وقف مستدام لإطلاق النار" في غزة.[43][44][45]
- وفي 27 فبراير 2024، نفذت القوات الجوية للأردن ومصر والإمارات وقطر عملية إنزال جوية مشتركة للمساعدات فوق غزة، في إطار جهود دولية مشتركة لتخفيف المعاناة على أهالي القطاع.[46]
- وفي 29 فبراير 2024، دانت الرئاسة الفلسطينية، "المجزرة التي ارتكبها الجيش الإسرائيلي، بحق المواطنين الذين كانوا ينتظرون وصول شاحنات المساعدات عند دوار النابلسي قرب شارع الرشيد بمدينة غزة، ما أدى إلى استشهاد وإصابة المئات".[47]
- وفي 2 مارس 2024، انتقد وزير الخارجية الفرنسي السلطات الإسرائيلية، معتبراً أنها مسؤولة عن منع وصول المساعدات الإنسانية إلى قطاع غزة، مشيرًا إلى أن الوضع الإنساني الكارثي يؤدي إلى أوضاع لا يمكن الدفاع عنها ولا يمكن تبريرها يتحمّل الإسرائيليون مسؤوليتها.[48]
- وفي 25 مارس 2024، قالت فرانشيسكا البانيزي مقررة الأمم المتحدة الخاصة للأراضي الفلسطينية، إن هناك أسباباً منطقية للقول إن اسرائيل ارتكبت العديد من أعمال الإبادة "بحق الفلسطينيين في غزة، لافتة إلى حصول تطهير عرقي[49][50]
- وفي 25 مارس 2024 قالت الخارجية الفلسطينية إن الإبادة الجماعية في غزة حقيقية" مؤكدة أن نتنياهو يواصل تعميق مسارات الإبادة الجماعية والتهجير ضد الشعب الفلسطيني في قطاع غزة بتحديه للمواقف الدولية.[51]
- وفي 26 مارس 2024 قالت أنالينا بيربوك، وزيرة الخارجية الألمانية، خلال زيارة إلى تل أبيب، إن الوضع في غزة جحيم للمدنيين الذين يجدون صعوبة في تلبية احتياجاتهم اليومية، مطالبة بأن تكون المنظمات الدولية قادرة على تقديم المساعدات الحيوية دون عوائق.[52]
- وفي 26 مارس 2024 قال وزير الدفاع الأميركي لويد أوستن في اجتماع مع نظيره الإسرائيلي يوآف جالانت، إن حماية الفلسطينيين من الأذى "أمر أخلاقي واستراتيجي"، واصفاً الوضع في غزة بأنه "كارثة إنسانية".[53]
- أحدث مقتل 7 من موظفي منظمة "وورلد سنترال كيتشن" الأميركية في غارة إسرائيلية على قافلة تابعة لها في مدينة دير البلح بوسط غزة ردود فعل دولية غاضبة خاصة بعدما أعلنت المنظمة التي تعمل على توفير الغذاء والمساعدات الإنسانية لسكان قطاع غزة تعليق أعمالها لحين إشعار آخر.[54][55] وأدان الاتحاد الأوروبي الحادث وطالب بالتحقيق وتنفيذ قرار مجلس الأمن بوقف النار في غزة "فوراً.[56] وطالب رئيس الوزراء الأسترالي أنتوني ألبانيزي بمحاسبة الضالعين في الحادث.[57] وأعربت الخارجية البولندية عن اعتراضها على تجاهل القانون الإنساني الدولي وحماية المدنيين.[58] وقال أنتوني بلينكن وزير الخارجية الأميركي إن على إسرائيل إجراء تحقيق سريع وشامل ومحايد، مشددا على ضرورة حماية العاملين في المجال الإنساني.[59] وأدانت فرنسا الحادث مؤكدة أنه لا شيء يمكن أن يبرر مثل هذه المأساة ومشددة على حماية العاملين في المجال الإنساني.[60] وأدانت كندا الغارة الإسرائيلية داعية إلى إجراء تحقيق كامل مؤكدة أن مثل هذه الضربات أمر غير مقبول على الإطلاق.[61] واستدعت بريطانيا السفير الإسرائيلي في لندن وأعلنت إدانتها القاطعة للقتل المروع لسبعة من موظفي ورلد سنترال كيتشن بينهم 3 بريطانيين.[62] واعتبرت إسبانيا التفسيرات الإسرائيلية للحادث "غير كافية" و"غير مقبولة" وطالبت باتخاذ إجراءات فعلية.[63] وقال متحدث باسم الخارجية الأميركية إن الولايات المتحدة تريد نتيجة التحقيق الإسرائيلي بشأن الحادث وعليها أن تضع إجراءات لتجنب مثل هذه الحوادث.[64]
- وفي 3 أبريل 2024 قال الطاهي خوسيه أندريس رئيس منظمة "وورلد سنترال كيتشن"، إن القوات الإسرائيلية استهدفت موظفي المنظمة في قطاع غزة "بشكل منهجي لأنها كانت على علم بتحركات عمال الأغذية وقت الهجوم".[65] ودعت المنظمة إلى إجراء تحقيق مستقل بشأن مقتل 7 من موظفيها خاصة إذا كانت الهجمات قد نفذت بشكل متعمد أو تم فيها انتهاك القانون الدولي.[66][67]
- وفي 4 أبريل 2024 رفضت منظمة "أطباء بلا حدود" الطبية الخيرية إدعاء إسرائيل بأن مقتل 7 من موظفي الإغاثة في غزة كان "حادثاً مؤسفاً"، مؤكدة أن العديد من العاملين في المجال الإنساني تعرضوا للهجوم من قبل.[68]
- وفي 5 أبريل 2024 دعا مجلس حقوق الإنسان التابع للأمم المتحدة إلى محاسبة إسرائيل على احتمال ارتكاب جرائم حرب وجرائم ضد الإنسانية في قطاع غزة مطالباً جميع الدول بعدم تصدير الأسلحة إلى تل أبيب.[69][70]
- وفي 6 أبريل 2024 دعت منظمة التعاون الإسلامي إلى ضرورة وضع قرارات مجلس حقوق الإنسان التابع للأمم المتحدة بشأن فلسطين حيز التنفيذ خاصة وأنها تعكس إجماعاً دولياً على دعم حق الشعب الفلسطيني في تقرير المصير، ورفض الإجراءات غير القانونية والجرائم المتواصلة لإسرائيل.[71]
- وفي 6 أبريل 2024 وبعد نصف عام على بدء الحرب قال ريشي سوناك رئيس الوزراء البريطاني إن "المملكة المتحدة بأكملها مصدومة من حمام الدم" في غزة، و"هذه الحرب الرهيبة يجب أن تنتهي فيجب إطلاق سراح الرهائن ويجب تدفق المساعدات.[72][73]
- وفي 7 أبريل 2024 قال الطاهي الأميركي خوسيه أندريس رئيس منظمة "وورلد سنترال كيتشن"، إن الحرب التي تشنها إسرائيل على قطاع غزة لم تعد تبدو حرباً للدفاع عن إسرائيل ولكنها في الواقع حربا ضد الإنسانية نفسها.[74]
- وفي 9 أبريل 2024 قال وزير الدفاع الأميركي لويد أوستن، إن المجاعة واسعة النطاق في قطاع غزة "ستسرع وتيرة العنف" في الشرق الأوسط وستؤدي إلى صراع طويل الأمد، مضيفا أنه يجب ألا يحدث ذلك.[75]
- وفي 10 أبريل 2024 قال بيدرو سانشيز رئيس الوزراء الإسباني، إن رد إسرائيل "غير المتناسب" في غزة يهدد "استقرار الشرق الأوسط والعالم بأسره"، مشددا على الاعتراف بدولة فلسطينية مصلحة جيوسياسية لأوروبا".[76]
- وفي 11 أبريل 2024 أكد مجلس الأمن الدولي على ضرورة محاسبة المسؤولين عن سقوط 224 من عاملي الإغاثة الإنسانية في غزة منذ 7 أكتوبر الماضي، داعيا إلى إجراء تحقيق كامل وشفاف وشامل في مقتل 7 من موظفي منظمة "وورلد سنترال كيتشن" قتلتهم غارة إسرائيلية في 1 أبريل الجاري.[77]
- وفي 18 أبريل 2024 قال أنطونيو جوتيريش الأمين العام للأمم المتحدة، أمام مجلس الأمن، إن قطاع غزة يعيش جحيماً على الصعيد الإنساني، محذرا من أن الشرق الأوسط بات على حافة الهاوية والانزلاق إلى نزاع إقليمي شامل مطالبا بأقصى درجات ضبط النفس.[78][79]
- وفي 29 أبريل 2024 أكد ولي العهد السعودي الأمير محمد بن سلمان رفض المملكة القاطع لدعوات التهجير القسري للشعب الفلسطيني، مشدد على وقوف المملكة الدائم إلى جانب الشعب الفلسطيني لنيل حقوقه المشروعة.[80]
- وفي 30 أبريل 2024 دعا أنطونيو جوتيريش الأمين العام للأمم المتحدة، إلى تحقيق "مستقل" بشأن المقابر الجماعية في قطاع غزة، مطالبا بالسماح للمحققين الدوليين المستقلين بالوصول الفوري إلى مواقع تلك المقابر الجماعية.[81]
- وفي 30 أبريل 2024 دعت فرانشيسكا ألبانيز مقررة الأمم المتحدة الخاصة للأراضي الفلسطينية، إلى إجراء تحقيق فيما إذا كان الدعم السياسي والعسكري الذي تقدمه الدول الغربية لإسرائيل يمكن أن يصل إلى حد "التواطؤ" في الإبادة الجماعية التي ترتكبها إسرائيل في حربها على قطاع غزة.[82]
- في 1 مايو 2024 أعلن مونجو بيرتش مسؤول عمليات نزع الألغام في الأمم المتحدة عن قطاع غزة، أن حجم الدمار وكمية الأنقاض والركام التي يتوجب إزالتها في غزة أكبر مقارنة بأوكرانيا.[83][84][85]
- في 1 مايو 2024 أعلن الرئيس الكولومبي جوستافو بيترو قطع العلاقات الدبلوماسية مع إسرائيل، بسبب ما تمارسه الحكومة الإسرائيلية من إبادة جماعية في قطاع غزة.[86][87][88][89]
- في 2 مايو 2024 أعلنت إيران فرض عقوبات على أفراد وكيانات أميركية وبريطانية تدعم إسرائيل في حربها على قطاع غزة.[90][91]
- في 6 مايو 2024 قال الرئيس الصيني شي جين بينج، في تصريحات بالعاصمة الفرنسية باريس، إن السبيل الأساسي لإنهاء الصراع الإسرائيلي الفلسطيني هو "حل الدولتين"، مؤكداً استعداد بلاده للعمل مع الاتحاد الأوروبي لدعم مؤتمر سلام دولي أوسع نطاقاً.[92] ودعت رئيسة المفوضية الأوروبية أورسولا فون دير لاين، من جديد لوقف النار في قطا غزة مطالبة بإطلاق سراح الرهائن المحتجزين لدى حركة حماس.[93]
- في 7 مايو 2024 أكد وزير الخارجية الأردني أيمن الصفدي أن نتنياهو رئيس وزراء إسرائيل يجب أن يواجه عواقب حقيقية لأنه لم يعط فرصة لمفاوضات وقف إطلاق النار وبدأ الهجوم على رفح الفلسطينية.[94]
- في 7 مايو 2024 قال جودت يلماز نائب الرئيس التركي، إن شن إسرائيل عملية عسكرية في رفح الفلسطينية بعد قبول "حماس" اتفاقاً لوقف إطلاق النار يمثل جريمة حرب إسرائيلية جديدة.[95]
- وفي 7 مايو 2024 طالب الأمين العام للأمم المتحدة أنطونيو غوتيريش، إسرائيل بإعادة فتح معبري رفح وكرم أبو سالم فورا للسماح بدخول المساعدات الإنسانية إلى قطاع غزة، داعيا حكومة نتنياهو إلى وقف التصعيد.[96]
- في 8 مايو 2024  حذر تيدروس أدهانوم غيبريسوس مدير منظمة الصحة العالمية، من أن كمية الوقود في المستشفيات بجنوب قطاع غزة تكفي لثلاثة أيام فقط ما يعني أن عملها قد يتوقف قريبا.[97][98]
- في 9 مايو 2024 قال مارتن جريفيث وكيل الأمين العام للأمم المتحدة للشؤون الإنسانية ومنسق الإغاثة في حالات الطوارئ، إن المدنيين في غزة يتعرضون للتجويع والقتل وأن المنظمات الأممية ممنوعة من مساعدتهم بسبب غلق المعابر الرئيسية.[99]
- في11  مايو 2024 طالب مجلس الأمن الدولي بإجراء تحقيق "مستقل" و"فوري" بعد اكتشاف مقابر جماعية بمحيط مستشفيات في قطاع غزة دفن فيها "مئات" الأشخاص.[100]
- في11  مايو 2024 اعتبر شارل ميشال رئيس المجلس الأوروبي، أن أوامر إسرائيل بإجلاء المدنيين الفلسطينيين الذين نزحوا إلى رفح جنوب غزة "غير مقبولة"، مطالبا بعدم تنفيذ عملية برية في رفح.[101]
- في 12 مايو 2024 قال فيليب لازاريني المفوض العام لوكالة الأونروا، إن إسرائيل تجبر الناس في رفح جنوبي غزة على الفرار لأي مكان، موضحاً أن الادعاء بوجود مناطق آمنة في القطاع كاذب ومضلل.[102]
- في 12 مايو 2024 قال أنتوني بلينكن وزير الخارجية الأميركي، في حديث لـ"NBC" إن واشنطن لن تدعم عملية عسكرية كبيرة في رفح خشية الأضرار التي ستلحقها بالمدنيين.[103]
- في 12 مايو 2024 قال الرئيس التركي رجب أردوغان إن حكومة نتنياهو لا تريد أن تنتهي الحرب في غزة، مضيفا أن الولايات المتحدة والدول الأوروبية لا تفعل ما يكفي للضغط على إسرائيل للموافقة على وقف إطلاق النار بعد قبول "حماس" اقتراح الهدنة.[104]
- في 13 مايو 2024 عبر الأمين العام للأمم المتحدة أنطونيو غوتيريش، عن حزنه العميق لوفاة أحد موظفي إدارة الأمم المتحدة لشؤون السلامة والأمن وإصابة آخر بعد تعرض سيارتهما لقصف إسرائيلي في رفح، وطالب بإجراء تحقيق كامل.[105][106]
- وفي 14 مايو 2024 قالت منظمة "هيومان رايتس ووتش" إن القوات الإسرائيلية نفذت نحو 8 ضربات على قوافل ومبان لعمال إغاثة في غزة منذ أكتوبر، وأضافت أنه رغم أن منظمات الإغاثة قدمت إحداثيات مواقعها إلى السلطات الإسرائيلية لضمان حمايتها، إلا أنها لم تصدر تحذيرات مسبقة قبل الضربات التي قتلت أو أصابت على الأقل 31 عامل إغاثة ومن معهم.[107]
- وفي 14 مايو 2024 قال الأمير فيصل بن فرحان وزير الخارجية السعودي، إن استمرار آلة الحرب الإسرائيلية في عدوانها وخرقها لكافة القوانين والأعراف الدولية دون مبالاة، فاقم من حجم الكارثة الإنسانية في قطاع غزة وأضعفت مصداقية قواعد النظام الدولي ومؤسساته.[108]
- وفي 14 مايو 2024 قال يسرائيل كاتس وزير الخارجية الإسرائيلي، إنه يتعين على مصر، وليس إسرائيل، إعادة فتح معبر رفح لإدخال المساعدات الإنسانية إلى غزة، مضيفاً: "مهمة تفادي حدوث أزمة إنسانية في غزة تقع الآن على عاتق أصدقائنا المصريين".[109]
- وفي 14 مايو 2024 قال ديفيد كاميرون وزير خارجية بريطانيا، عبر منصة "إكس": إن "هجمات المتطرفين على قوافل المساعدات المتوجهة إلى غزة مروعة، سكان غزة يواجهون خطر المجاعة وهم في حاجة ماسة إلى الإمدادات، ولا بد لإسرائيل من محاسبة منفذي الهجمات".[110]
- وفي 15 مايو 2024 قالت الأمم المتحدة إنها فتحت تحقيقا في غارة إسرائيلية على سيارة تابعة لها في رفح جنوبي غزة والتي أدت إلى مقتل أول موظف دولي منذ بدء الحرب.[111][112]
- وفي 15 مايو 2024 دعا الاتحاد الأوروبي إسرائيل إلى إنهاء عملياتها العسكرية في رفح جنوبي غزة "فورا" محذرا من أن عدم القيام بذلك من شأنه أن يقوّض العلاقات مع التكتل.[113]
- وفي 15 مايو 2024 قال الرئيس التركي رجب أردوغان: "إذا لم يتم إيقاف إسرائيل ستطمح عاجلا أم آجلا بأراضي الأناضول"، موضحا أن "حماس" هي "خط الدفاع الأول للأناضول في غزة".[114]
- وفي 16 مايو 2024 انطلقت أعمال القمة العربية الـ33 بالبحرين حيث سيطرت عليها الحرب الإسرائيلية على غزة والمستمرة منذ 7 أكتوبر 2023، وأكد الأمير محمد بن سلمان ولي العهد السعودي على ضرورة دعم جهود وقف إطلاق النار في غزة وإقامة دولة فلسطينية.[115] دعا ملك البحرين حمد بن عيسى آل خليفة إلى "مؤتمر دولي للسلام في الشرق الأوسط"، مشددا على دعم الاعتراف الكامل بدولة فلسطين وقبول عضويتها في الأمم المتحدة.[116] وقال الرئيس المصري عبد الفتاح السيسي، إن "الاحتلال الإسرائيلي يمعن في القتل والتشريد والتجويع، والتهجير القسري وسط عجز مخجل من المجتمع الدولي ومؤسساته".[117] وأكد الأمين العام للأمم المتحدة أنطونيو غوتيريش، أن الحرب في غزة مروعة مشيراً إلى رفضه سياسة العقاب الجماعي للفلسطينيين.[118] اعتبر الرئيس الفلسطيني محمود عباس، أن الدعم الأميركي لإسرائيل "يتحدى الشرعية الدولية وينتهك الأعراف والأخلاق".[119] وطالب البيان الختامي للقمة العربية في البحرين، مجلس الأمن الدولي بتنفيذ قراراته بوقف إطلاق النار في غزة ونشر قوات حفظ سلام أممية في الأراضية الفلسطينية والعمل على إقامة دولة فلسطينية.[120][121]
- وفي 19 مايو 2024 قال وزير الخارجية الأردني أيمن الصفدي، إن بلاده تطالب بإجراء تحقيق دولي فيما وصفه بـ"جرائم حرب كثيرة" ارتكبت خلال الحرب العسكرية الإسرائيلية في غزة، مطالبا بتقديم المسؤولين عن الجرائم الموثقة إلى العدالة.[122]
- وفي 20 مايو 2024 طلب كريم خان المدعي العام للمحكمة الجنائية الدولية، إصدار مذكرات اعتقال بحق رئيس الوزراء الإسرائيلي بنيامين نتنياهو ووزير الدفاع الإسرائيلي يوآف جالانت بتهمة ارتكاب جرائم حرب مزعوم في غزة، كما طلب إصدار مذكرات باعتقال 3 من قادة حركة حماس.[123][124][125] وقال سامي أبو زهري القيادي في حماس، إن قرار الجنائية الدولية طلب إصدار مذكرة اعتقال بحق ثلاثة من قادة الحركة الفلسطينية "مساواة بين الضحية والجلاد".[126][127] وصف يائير لبيد زعيم المعارضة الإسرائيلية، طلب المدعي العام للجنائية الدولية، بأنه "كارثة" متوقعا تدخل الكونجرس الأميركي.[128] وتحدى نتنياهو إعلان المدعي العام للجنائية الدولية واصفا قرار اعتقاله ووزير دفاعه بالـ"فضيحة".[129] وقال الرئيس الأميركي بايدن إن طلب المدعي العام للجنائية الدولية إصدار أوامر اعتقال بحق قادة إسرائيليين "أمر شائن".[130] جاء موقف الدول الغربية من قرار من المحكمة فاترا وذهبت إلى انتقاد "المساواة بين الضحية والجلاد".[131] أعرب ديمتري بيسكوف المتحدث باسم الكرملين، عن استغرابه لدعوة مشرعين أميركيين الولايات المتحدة بفرض عقوبات على المحكمة الجنائية الدولية.[132] فجر كريم خان المدعي العام للمحكمة الجنائية الدولية، مفاجأة صادمة في حواره مع "CNN" الأميركية، بعدما كشف عن تعرضه لتهديدات من بعض الساسة الذين قالوا له: "هذه المحكمة بنيت من أجل إفريقيا ومن أجل السفاحين مثل بوتين".[133] قال إسبن بارث إيدي وزير خارجية النرويج إنه في حال إصدار الجنائية الدولية مذكرة اعتقال بحق نتنياهو، فإن أوسلو ملتزمة بإلقاء القبض عليه إذا زارها.[134]
- في 22 مايو 2024 أعلنت النرويج وأيرلندا وإسبانيا عزمها الاعتراف بدولة فلسطينية مستقلة اعتباراً من 28 مايو الجاري.[135][136] وأشاد أحمد أبو الغيط الأمين العام لجامعة الدول العربية، باعتراف النرويج وأيرلندا وإسبانيا بدولة فلسطين، واصفاً إياه بأنه خطوة "شجاعة".[137] ورحبت كل من السعودية ومصر والأردن بالقرار.[138] وأعلنت الخارجية الإسرائيلية أنها أمرت باستدعاء فوري للسفيرين الإسرائيليين من إيرلندا والنرويج رداً على قرار البلدين الاعتراف بدولة فلسطينية.[139] وقال البيت الأبيض، أن الرئيس الأميركي جو بايدن يعارض "الاعتراف أحادي الجانب" بدولة فلسطين.[140] وندد رئيس الوزراء الإسرائيلي نتنياهو بإعلان أيرلندا والنرويج وإسبانيا اعترافها بدولة فلسطينية، ووصفه بأنه "مكافأة للإرهاب".[141] قال القيادي في حركة "حماس" باسم نعيم لـ"الشرق" إن اعتراف دول أوروبية بدولة فلسطين "نقطة تحول تاريخية".[142] وفي 21 يونيو 2024 أعلنت أرمينيا اعترافها رسميا بدولة فلسطينية مؤكدة أنها تدعم قرار الأمم المتحدة بشأن وقف فوري لإطلاق النار في غزة وتؤيد حل الدولتين للصراع الفلسطيني الإسرائيلي.[143][144][145]
- في 24 مايو 2024 أمرت محكمة العدل الدولية إسرائيل بوقف هجومها على رفح جنوبي غزة، في إطار قضية أوسع تتهم إسرائيل بارتكاب جرائم إبادة جماعية، كما أمرت المحكمة إسرائيل بفتح معبر رفح أمام المساعدات الإنسانية وعليها تقديم تقرير بالإجراءات المتخذة في غضون شهر.[146][147][148] وأعلنت خارجية جنوب إفريقيا عزمها التواصل مع مجلس الأمن الدولي لتنفيذ الأمر الصادر من محكمة العدل الدولية.[149] ورحبت المجموعة العربية في الأمم المتحدة بقرار محكمة العدل الدولية وطالبت بتنفيذ جميع التدابير المؤقتة التي طلبتها المحكمة دون تأخير.[150] ولاقى أمر محكمة العدل الدولية ردود فعل غاضبة في إسرائيل منها عدم قبول الحكم والدعوة إلى احتلال رفح.[151][152] أما حركة حماس فرحبت بأمر محكمة العدل الدولية ودعت المجتمع الدولي والأمم المتحدة للضغط على إسرائيل لتنفيذ القرار.[153] كما رحبت دول عربية منها مصر والسعودية والإمارات والأردن بالإضافة إلى الجامعة العربية بقرارات العدل الدولية.[154] وقال الأمين العام للأمم المتحدة أنطونيو جوتيريش، إن قرار العدل الدولية بشأن وقف العمليات العسكرية الإسرائيلية في رفح "ملزم" بموجب ميثاق الأمم المتحدة وسيحال إلى مجلس الأمن الدولي.[155] ودعت تركيا مجلس الأمن الدولي إلى "أداء دوره" لإجبار إسرائيل على تنفيذ قرار محكمة العدل الدولية.[156] وفي 25 مايو 2024 قال جوزيب بوريل مسؤول السياسة الخارجية في الاتحاد الأوروبي، إن أوامر محكمة العدل الدولية ملزمة لجميع الأطراف، مشدداً على ضرورة تنفيذها بشكل كامل وفعال.[157]
- في 25 مايو 2024 وصفت مارغاريتا روبليس وزيرة الدفاع الإسبانية، الحرب الإسرائيلية في غزة بأنها "إبادة جماعية حقيقية".[158][159]
- في 27 مايو 2024 أثار استهداف غارات إسرائيلية خيام النازحين قرب مخازن الأونروا في رفح جنوبي غزة مما أدى لمقتل ما لا يقل عن 40 فلسطينياً وإصابة العشرات،[160] إدانات دولية واسعة لها مؤكدة أنها تمثل انتهاكات جديدة وصارخة للقانون الدولي الإنساني.[161] واتهمت الرئاسة الفلسطينية، إسرائيل باستهداف مركز للنازحين عمداً في رفح.[162] وقال الدكتور عدنان أبو حسنة المتحدث باسم الأونروا في غزة، في حديث لـ"سكاي نيوز عربية"، إن إسرائيل قصفت منطقة في رفح مصنفة على أنها "آمنة".[163] ودانت العديد من الدول العربية القصف الإسرائيلي لخيام النازحين في رفح.[164] وطالب أحمد أبو الغيط الأمين العام لجامعة الدول العربية، بتقديم هذه الجريمة الجديدة للمحاكم الدولية حتى يتعزز لدى هيئاتها ملف الأدلة عن المسؤولين عن هذه الجرائم.[165] وصفت المدعية العامة العسكرية الإسرائيلية الميجر جنرال يفعات تومر- يروشالمي، الغارة الإسرائيلية بأنها "جسيمة جدا" وقالت إن تحقيقات القوات المسلحة في الأمر مستمرة.[166] كما وصف رئيس الوزراء الإسرائيلي نتنياهو، القصف الإسرائيلي بأنه "حادث مأساوي" مشيراً إلى أن حكومته "تحقق فيه".[167] حثت الولايات المتحدة إسرائيل على "اتخاذ جميع الاحتياطات لحماية المدنيين".[168] دان الأمين العام للأمم المتحدة أنطونيو غوتيريش، الضربة الإسرائيلية على رفح التي قتلت عشرات المدنيين الأبرياء، وقال عبر منصة "إكس":"لا يوجد مكان آمن في غزة. يجب وضع حد لهذه الفظائع".[169] وصرح جوزيب بوريل مسؤول السياسية الخارجية للاتحاد الأوروبي، أن وزراء خارجية التكتل اتفقوا على الدعوة لعقد اجتماع مع إسرائيل لكي تفسر عملياتها العسكرية في إطار هجومها على رفح رغم قرار  العدل الدولية بوقف هذه الهجمات.[170]
- في 27 مايو 2024 دعت منظمة العفو الدولية، المحكمة الجنائية الدولية إلى فتح تحقيق في "جرائم حرب" جراء ثلاث غارات جوية إسرائيلية في وسط قطاع غزة وجنوبه أدت إلى مقتل 44 مدنيا فلسطينيا بينهم 32 طفلا في شهر أبريل الماضي.[171]
- في 2 يونيو 2024 قال السيناتور الأميركي بيرني ساندرز عبر منصة "إكس" "نتنياهو مجرم حرب، ولا ينبغي دعوته لإلقاء كلمة أمام اجتماع مشترك للكونغرس. بالتأكيد لن أحضر"، وذلك تعليقاً على دعوة رئيس الوزراء الإسرائيلي لإلقاء كلمة أمام الكونغرس.[172]
- في 2 يونيو 2024 قالت ناليدي باندور وزيرة العلاقات الدولية والتعاون في جنوب إفريقيا، إنه إذا سُمِح للمحكمة الجنائية الدولية بمحاكمة القيادة الإسرائيلية فإن الولايات المتحدة "ستكون التالية".[173]
- في 4 يونيو 2024 قال تور وينسلاند المنسق الخاص للأمم المتحدة لعملية السلام في الشرق الأوسط، إنه قام بزيارة غزة وشهد التأثير المدمر للعمليات القتالية في القطاع، مضيفا أن مشاهد الدمار ومعاناة الناس تفطر القلب.[174]
- في 4 يونيو 2024 طالب فولكر تورك المفوض السامي لحقوق الإنسان، بوضع حد لتصاعد العنف في الضفة الغربية المحتلة، منددا بمقتل أكثر من 500 فلسطيني هناك منذ 7 أكتوبر ووصفه بأنه "أمر لا يمكن فهمه".[175][176][177]
- في 7 يونيو 2024 قامت الأمم المتحدة بإدراج الجيش الإسرائيلي في القائمة العالمية للجناة مرتكبي الانتهاكات ضد الأطفال، على خلفية الحرب التي تشنها على قطاع غزة.[178][179][180] قوبل القرار بغضب من تل أبيب وتحذير من أنه قد يؤثر في علاقتها بالمنظمة الدولية،[181] فيما رحبت به السلطة الفلسطينية واعتبرته خطوة في الاتجاه الصحيح.[182]
- في 9 يونيو 2024 قال مارتن غريفيث منسق الشؤون الإنسانية لدى الأمم المتحدة: إن مخيم النصيرات للاجئين في قطاع غزة أصبح "مركز الصدمة الزلزالية التي لا يزال المدنيون في غزة يعانون منها".[183][184] وقالت فرانشيسكا ألبانيز المقررة الخاصة للأمم المتحدة في الأراضي الفلسطينية المحتلة: إن إسرائيل استخدمت الرهائن لإضفاء الشرعية على قتل الفلسطينيين وجرحهم وتشويههم وتجويعهم في غزة مؤكدة أن نية الإبادة الجماعية تحولت إلى عمل أصبح واضحاً وضوح الشمس.[185] وفي 9 يونيو 2024 دان جاسم محمد البديوي الأمين العام لمجلس التعاون الخليجي، الهجوم الإسرائيلي على مخيم النصيرات واصفا إياه بأنه "جريمة نكراء وإرهابية" ويعكس الوجه الحقيقي لقوات الاحتلال الإسرائيلي.[186]
- في 9 يونيو 2024 دعا المجلس الوزاري لمجلس التعاون الخليجي مجلس الأمن إلى اتخاذ قرار ملزم تحت "الفصل السابع" يضمن امتثال إسرائيل للوقف الفوري لإطلاق النار والإبادة الجماعية في حق الشعب الفلسطيني وتهجيره قسراً، وإدخال المساعدات الإنسانية وإعادة الحياة إلى طبيعتها في قطاع غزة.[187]
- في 10 يونيو 2024 تبنى مجلس الأمن الدولي مشروع قرار صاغته واشنطن، يدعم مقترحا طرحه الرئيس الأميركي جو بايدن لوقف إطلاق النار بين إسرائيل وحماس في قطاع غزة.[188][189][190] رحبت حركة "حماس" بالقرار، وقالت: إننا "مستعدون للتعاون مع الوسطاء بشأن تنفيذ مبادئ مقترح وقف إطلاق النار".[191] وعبّرت الرئاسة الفلسطينية عن تأييدها للقرار، وقالت: "نحن مع أي قرار يطالب بالوقف الفوري لإطلاق النار ويحافظ على وحدة الأراضي الفلسطينية".[192] وأعربت الخارجية السعودية عن ترحيب المملكة بتبنّي مجلس الأمن مشروع القرار مؤكدة أهمية التزام جميع أطراف الأزمة بإنهاء الحرب التي طال أمدها.[193]
- في 12 يونيو 2024 خلص تحقيق للأمم المتحدة إلى أن إسرائيل ارتكبت جرائم ضد الإنسانية "مثل الإبادة" خلال العملية العسكرية التي بدأتها في قطاع غزة منذ 7 أكتوبر الماضي.[194][195][196]
- في 13 يونيو 2024 أكدت مجموعة السبع التزامها الراسخ بحل الدولتين لإسرائيل وفلسطين، معربة في الوقت نفسه، عن "قلقها البالغ" بشأن الوضع على امتداد الحدود بين لبنان وإسرائيل.[197] ودعا الرئيس التركي رجب أردوغان، أعضاء مجلس الأمن الدولي إلى الضغط على إسرائيل للتوصل إلى وقف لإطلاق النار في قطاع غزة.[198]
- في 17 يونيو 2024 قال مارتن غريفث وكيل الأمين العام للأمم المتحدة للشؤون الإنسانية، إن القصف الإسرائيلي على غزة منذ 7 أكتوبر الماضي حول القطاع البائس والفقير والمحاصر إلى "جحيم على الأرض".[199]
- في 20 يونيو 2024 دعت الخارجية الفلسطينية، بمناسبة اليوم الدولي للقضاء على العنف الجنسي، الأمين العام للأمم المتحدة وممثلته الخاصة بالعنف الجنسي في حالات النزاع، إلى "إجراء تحقيق شامل لمختلف أشكال العنف الجنسي التي يرتكبها الجيش الإسرائيلي ضد الشعب الفلسطيني، وضمان المساءلة عليها".[200]
- في 21 يونيو 2024 حذّر تقرير للأمم المتحدة من أن غزة باتت عالماً من الدمار والنزوح والفقد والخوف بعد نحو 9 أشهر من الحرب الإسرائيلية على القطاع.[201] شدد أنطونيو جوتيريش الأمين العام للأمم المتحدة، على ضرورة ألا يصبح لبنان "غزة أخرى"، مندداً بما سماه "الخطاب العدائي لإسرائيل و(حزب الله) والذي يثير مخاوف من كارثة لا يمكن تصورها".[202]
- في 22 يونيو 2024 دان الاتحاد الأوروبي القصف الإسرائيلي الذي ألحق أضرارا بمكتب اللجنة الدولية للصليب الأحمر في قطاع  غزة وأسفر عن مقتل وإصابة العشرات، ودعا جوزيب بوريل مسؤول السياسة الخارجية في الاتحاد الأوروبي، إلى إجراء تحقيق مستقل ومحاسبة المسؤولين عن القصف.[203][204]
- في 24 يونيو 2024 حذر جوزيب بوريل مسؤول السياسة الخارجية بالاتحاد الأوروبي من أن الشرق الأوسط على أعتاب امتداد رقعة الصراع إلى لبنان.[205] وحذّر فيليب لازاريني المفوض العام لوكالة الأونروا، من أن تصاعد حدة الاشتباكات على الحدود اللبنانية الإسرائيلية "يهدد بحرب شاملة".[206]
- في 26 يونيو 2024 قالت الأمم المتحدة إن المخاطر التي يتعرض لها العاملون في المجال الإنساني بقطاع غزة لا تحتمل، وحثت إسرائيل على زيادة التنسيق الفعال مع منظمات الإغاثة وأن تسهل إيصال المساعدات الإنسانية.[207][208]
- في 26 يونيو 2024 قال أيمن الصفدي وزير الخارجية الأردني، إن الحرب على قطاع غزة يجب أن تتوقف، مؤكداً أن الأردن لن يرسل قوات لغزة لتكون بديلاً للقوات الإسرائيلية.[209]
- وفي 28 يونيو 2024 قالت الخارجية الفلسطينية إنها تدين بشدة مصادقة مجلس الوزراء الإسرائيلي المصغر على تقنين وضع 5 بؤر استيطانية في الضفة الغربية المحتلة والدفع بمخططات لبناء آلاف الوحدات الاستيطانية الجديدة في أنحاء الضفة".[210] وفي 29 يونيو 2024 أعربت السعودية عن إدانتها واستنكارها إقرار المجلس الوزاري الأمني لسلطات الاحتلال الإسرائيلي توسيع عمليات الاستيطان السافرة في الضفة الغربية.[211][212] وأدانت الخارجية المصرية القرار مؤكدة أنه "استمرار وإمعان واضح في سياسة انتهاك القانون الدولي وقرارات مجلس الأمن، وفى مقدمتها القرار رقم 2334".[213] كما أدانت قطر بشدة قرار الحكومة الإسرائيلية واعتبرته حلقة جديدة في سلسلة انتهاكاته المستمرة لقرارات الشرعية الدولية.[214] وفي 5 يوليو 2024 نددت النرويج بقرار إسرائيل "إضفاء الشرعية" على 5 بؤر استيطانية في الأراضي الفلسطينية المحتلة.[215] وفي 8 يونيو 2024 طالبت كندا الحكومة الإسرائيلية بالتراجع عن قرارها مؤكدة أنها خطوة تتعارض مع القانون الدولي.[216]
- وفي 29 يونيو 2024 دعت الرئاسة الفلسطينية الإدارة الأميركية للتحرك وإجبار إسرائيل على وقف "حرب الإبادة وجرائمها" في غزة والضفة الغربية معتبرة أن الإدارة الأميركية تتحمل مسؤولية القرارات الإسرائيلية التي تشعل المنطقة وتدفعها نحو الانفجار الشامل.[217]
- وفي 3 يوليو 2024 قال الأمير فيصل بن فرحان وزير الخارجية السعودي: إنه لا يمكن السماح باستمرار انتهاك القانون الدولي في غزة، مؤكدا أن حل الدولتين والاعتراف بالدولة الفلسطينية هو مسار السلام.[218]
- وفي 3 يوليو 2024 اتهم 12 مسؤولاً حكومياً أميركياً سابقاً، استقالوا احتجاجاً على الدعم الأميركي للحرب الإسرائيلية على قطاع غزة، إدارة الرئيس بايدن "بالتواطؤ الذي لا يمكن إنكاره" في قتل الفلسطينيين بالقطاع.[219]
- وفي 4 يوليو 2024 طالبت جامعة الدول العربية، المجتمع الدولي ومجلس الأمن بتدخل "حقيقي وحاسم" يمكّن من وقف "جريمة الإبادة الجماعية" في قطاع غزة، محذرة من استمرار ارتكاب إسرائيل جريمة الإبادة الجماعية بحق الشعب الفلسطيني.[220]
- وفي 5 يوليو 2024 قال الأمير فيصل بن فرحان وزير الخارجية السعودي: إن المملكة تدعم نشر قوة دولية في قطاع غزة بقرار أممي مهمتها دعم السلطة الفلسطينية.[221] فيما أعلنت حركة "حماس" رفضها دخول أي قوات أجنبية إلى قطاع غزة تحت أي مسمى وشددت على رفض أي خطط أو مشاريع أو مقترحات تسعى لتجاوُز الإرادة الفلسطينية بشأن مستقبل القطاع.[222][223]
- وفي 10 يوليو 2024 أدانت الخارجية الأردنية استمرار إسرائيل في استهدافها الممنهج والمتواصل للمدنيين ومراكز إيواء النازحين الفلسطينيين في غزة، وآخره استهداف مدرسة "العودة" في خان يونس والذي أودى بحياة 50 فلسطينياً.[224]
- وفي 13 يوليو 2024 قال نبيل أبو ردينة المتحدث باسم الرئاسة الفلسطينية: إن المجزرة التي ارتكبها الجيش الإسرائيلي في منطقة المواصي بخان يونس، جنوب غزة، استكمال لحرب الإبادة الجماعية التي يتعرض لها الشعب الفلسطيني.[225] ودانت مصر الهجوم الإسرائيلي الذي أدى لمقتل وإصابة عشرات الفلسطينيين، وشددت على أن "تلك الجرائم لن تسقط بالتقادم، ولا يمكن القبول بها تحت أي مبرر من المبررات"[226] وأدانت الخارجية الأردنية الاستهداف الإسرائيلي الممنهج للمدنيين ومراكز الإيواء، وآخره استهداف خيام نازحين في خان يونس، في منطقة كانت إسرائيل قد صنفتها في وقت سابق بأنها آمنة.[227] وأدانت الإمارات واستنكرت الانتهاكات الإسرائيلية المستمرة في قطاع غزة، مشدة على ضرورة الوقف الفوري لإطلاق النار لمنع سفك الدماء.[228] أعربت الخارجية السعودية عن إدانة بلادها واستنكارها استمرار مجازر الإبادة الجماعية بحق الشعب الفلسطيني على يد آلة الحرب الإسرائيلية.[229]
- في 18 يوليو 2024 حذّر أنطونيو جوتيريش الأمين العام للأمم المتحدة، من أن نظام الدعم الإنساني في غزة يقترب من "الانهيار التام"، مؤكداً أن "الوضع الإنساني في غزة وصمة عار أخلاقية علينا جميعاً".[230]
- في 18 يوليو 2024 صوت الكنيست الإسرائيلي بأغلبية ساحقة على مشروع قرار يرفض إقامة دولة فلسطينية.[231] أدانت الخارجية الفلسطينية قرار الكنيست معتبر إياه "إمعاناً رسمياً برفض الدولة الفلسطينية ومعاداة السلام".[232] ودانت الخارجية الأردنية إقرار الكنيست الإسرائيلي منع إقامة الدولة الفلسطينية، مشددة على أن هذا القرار يشكل "انتهاكا جديدا وخطيرا للقانون الدولي وإمعانا في تحدي المجتمع الدولي".[233] أدانت مصر تمرير الكنيست الإسرائيلي قرار يرفض إقامة دولة فلسطينية، مؤكدة أنها "تنصل واضح من مقررات الشرعية الدولية ومرجعيات عملية السلام".[234] أعربت الخارجية السعودية عن رفض المملكة وإدانتها تبني الكنيست الإسرائيلي قراراً ينص على رفض إقامة دولة فلسطينية.[235]
- في 19 يوليو 2024 قالت محكمة العدل الدولية إن سياسات إسرائيل الاستيطانية واستغلالها للموارد الطبيعية في الأراضي الفلسطينية يعد انتهاكاً للقانون الدولي كما أنه يغذي العنف ضد الفلسطينيين.[236][237] وفي 20 يوليو 2024 قال الأمين العام لمجلس التعاون الخليجي جاسم البديوي، إن رأي محكمة العدل يؤكد ويعزز حصول الشعب الفلسطيني على حقوقه المشروعة وفق القرارات الدولية.[238] ورحبت الخارجية السعودية بالرأي الاستشاري لمحكمة العدل الدولية، بشأن سياسات وممارسات إسرائيل في الأراضي الفلسطينية المحتلة.[239] وأحدث قرار محكمة العدل الدولية ردود فعل أميركية وإسرائيلية وأوروبية مختلفة حيث انتقدت الولايات المتحدة رأي المحكمة موضحة أنه سيعقد جهود حل الصراع، كما انتقدت إسرائيل القرار معتبرة أنه يستند إلى "أكاذيب"، فيما عدّ جوزيب بوريل منسق الشؤون الخارجية في الاتحاد الأوروبي قرار المحكمة بأنه ينسجم إلى حد كبير مع مواقف الاتحاد الأوروبي.[240]
- في 26 يوليو 2024 قالت الحكومة البريطانية إنها لن تشكك في اختصاص المحكمة الجنائية الدولية بشأن إصدار مذكرتي اعتقال في حق رئيس الوزراء الإسرائيلي بنيامين نتنياهو ووزير الدفاع يوآف غالانت.[241]
- في 5 أغسطس 2024 قال جوزيب بوريل مسؤول السياسة الخارجية في الاتحاد الأوروبي: إن استهداف إسرائيل للبنية التحتية الحيوية في قطاع غزة يشكل جريمة حرب.[242]
- في 6 أغسطس 2024 قال الرئيس الفلسطيني محمود عباس: إن قطاع غزة يجب أن يعود إلى سيطرة السلطات الفلسطينية الشرعية، مشيراً إلى أن اغتيال إسماعيل هنية رئيس المكتب السياسي لـ"حماس" يهدف إلى إطالة أمد الحرب في غزة.[243]
- في 8 أغسطس 2024 صدرت موجة إدانات لتصريحات وزير المالية الإسرائيلي بتسلئيل سموتريتش التي اعتبر فيها أن تجويع سكان قطاع غزة المحاصر قد يكون "مبرراً وأخلاقياً"، حيث أدان الاتحاد الأوروبي، وفرنسا، وبريطانيا، والولايات المتحدة تلك التصريحات فيما أعتبرتها الرئاسة الفلسطينية "جريمة حرب".[244]
- وفي 10 أغسطس 2024 اتهمت الإيطالية فرانشيسكا ألبانيز مقرّرة الأمم المتحدة الخاصّة في الأراضي الفلسطينية، إسرائيل "بالإبادة الجماعية" بعد قصفها مدرسة "التابعين" التي تؤوي نازحين مما أدى إلى مقتل حوالي 100 فلسطيني في قطاع غزة.[245] وندد عدد من الدول العربية بالقصف الإسرائيلي ووصفوه بمجزرة مروعة وجريمة وحشية بحق المدنيين العزل وتعدياً سافراً على المبادئ الأساسية للقانون الإنساني الدولي.[246]